# Comuna Drăgănești, Bihor
Drăgănești (în maghiară: Dragánfalva) este o comună în județul Bihor, Crișana, România, formată din satele Belejeni, Drăgănești (reședința), Grădinari, Livada Beiușului, Mizieș, Păcălești, Păntășești, Sebiș, Talpe și Țigăneștii de Beiuș.

## Demografie
Componența etnică a comunei Drăgănești
     Români (82,08%)
     Maghiari (6,33%)
     Romi (1,89%)
     Alte etnii (0,04%)
     Necunoscută (9,65%)
Componența confesională a comunei Drăgănești
     Ortodocși (78,3%)
     Reformați (6,41%)
     Penticostali (3,13%)
     Alte religii (1,7%)
     Necunoscută (10,46%)
Conform recensământului efectuat în 2021, populația comunei Drăgănești se ridică la 2.590 de locuitori, în scădere față de recensământul anterior din 2011, când fuseseră înregistrați 2.967 de locuitori. Majoritatea locuitorilor sunt români (82,08%), cu minorități de maghiari (6,33%) și romi (1,89%), iar pentru 9,65% nu se cunoaște apartenența etnică. Din punct de vedere confesional, majoritatea locuitorilor sunt ortodocși (78,3%), cu minorități de reformați (6,41%) și penticostali (3,13%), iar pentru 10,46% nu se cunoaște apartenența confesională.

## Politică și administrație
Comuna Drăgănești este administrată de un primar și un consiliu local compus din 11 consilieri. Primarul, Florina-Mihaela Man[*], de la Partidul Național Liberal, este în funcție din octombrie 2020. Începând cu alegerile locale din 2024, consiliul local are următoarea componență pe partide politice:
|  | Partid                                 | Consilieri | Componența Consiliului | Componența Consiliului | Componența Consiliului | Componența Consiliului | Componența Consiliului |
|  | -------------------------------------- | ---------- | ---------------------- | ---------------------- | ---------------------- | ---------------------- | ---------------------- |
|  | Partidul Național Liberal              | 5          |                        |                        |                        |                        |                        |
|  | Partidul Social Democrat               | 3          |                        |                        |                        |                        |                        |
|  | Uniunea Democrată Maghiară din România | 1          |                        |                        |                        |                        |                        |
|  | Uniunea Salvați România                | 1          |                        |                        |                        |                        |                        |
|  | Partidul Mișcarea Populară             | 1          |                        |                        |                        |                        |                        |

## Atracții turistice
- Biserica de lemn din Belejeni
- Biserica de lemn din Sebiș
- Biserica de lemn din Talpe